# Lemniscata de Bernoulli

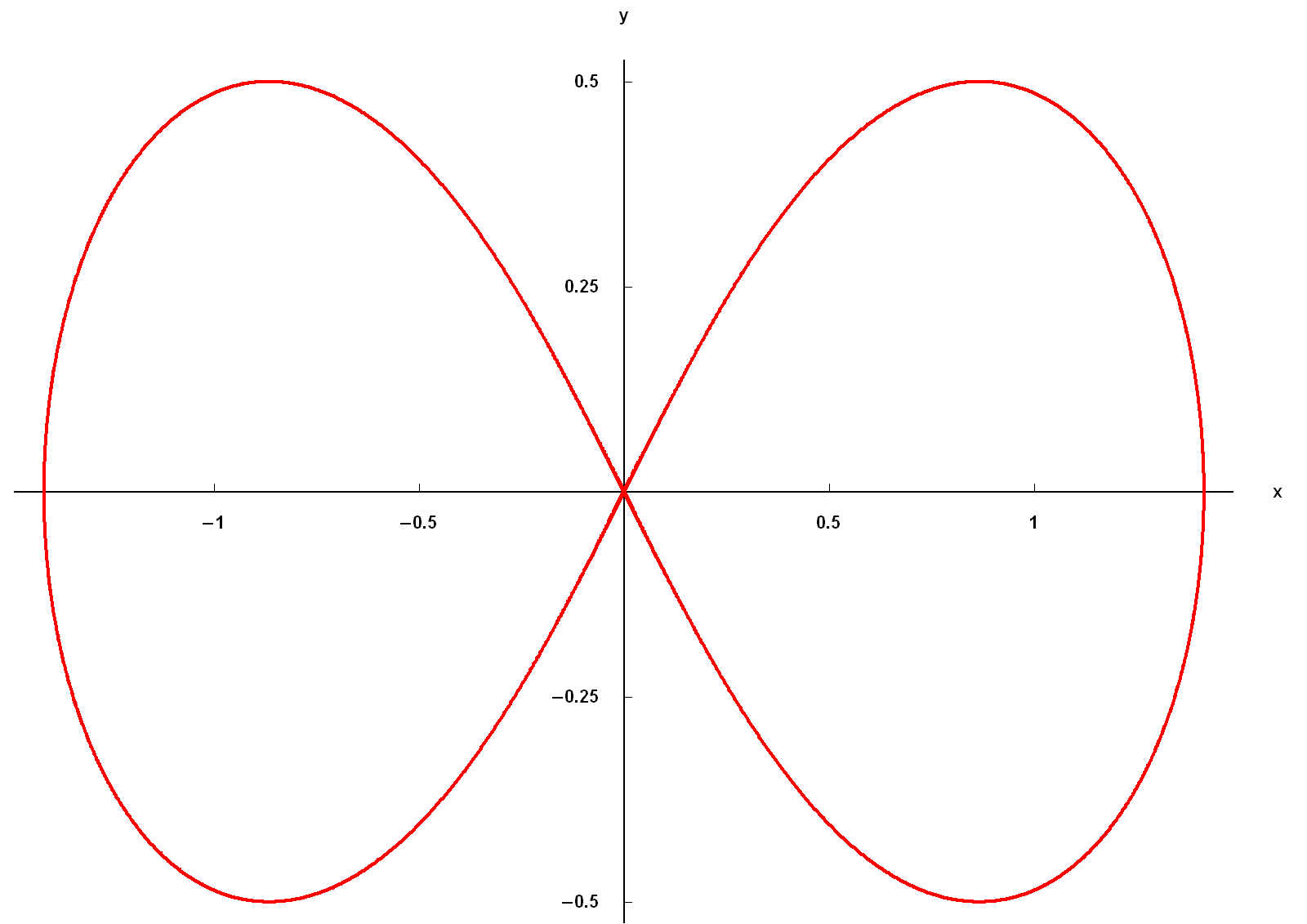
A Lemniscata de Bernoulli

A Lemniscata de Bernoulli é a curva algébrica do quarto grau de equação cartesiana:
{\displaystyle (x^{2}\ +\ y^{2})^{2}=a^{2}\ (x^{2}\ -\ y^{2})}
A lemniscata também pode ser descrita pelas coordenadas polares abaixo,
{\displaystyle r^{2}=a^{2}\cos 2\theta \,}
pelas respectivas coordenadas bipolares,
{\displaystyle rr'={\frac {a^{2}}{2}}}
ou pela equação paramétrica:
Coordenadas bipolares{\displaystyle x=a\cos t{\sqrt {2\cos(2t)}};\qquad y=a\sin t{\sqrt {2\cos(2t)}}}
A curva tem a forma similar ao numeral 8 e o símbolo de infinito ({\displaystyle \infty }).
A lemniscata foi descrita primeiramente por Jakob Bernoulli em 1694 como uma modificação da elipse, que é o lugar geométrico de pontos para qual a soma das distâncias para cada um de dois focos fixos é uma constante. A Oval de Cassini, por sua vez, é o lugar de pontos para os quais o produto destas distâncias é constante. No caso onde a curva atravessa o ponto no meio caminho entre os focos, a oval é uma lemniscata de Bernoulli.
Bernoulli chamou isto de lemniscus que em latim significa "faixa suspensa". A lemniscata pode ser obtida como o inverso geométrico de uma hipérbole, com o círculo de inversão centrado no centro da hipérbole (bissetriz de seus dois focos).

## Derivadas
Cada derivada abaixo foi calculada usando derivações implícitas. 

### Comy{\displaystyle y}em função dex{\displaystyle x}
{\displaystyle {\frac {dy}{dx}}={\begin{cases}{\mbox{infinito}}&{\mbox{se }}y=0{\mbox{ e }}x\neq 0\\\pm 1&{\mbox{se }}y=0{\mbox{ e }}x=0\\{\frac {x(a^{2}-2x^{2}-2y^{2})}{y(a^{2}+2x^{2}+2y^{2})}}&{\mbox{se }}y\neq 0\end{cases}}}
{\displaystyle {\frac {d^{2}y}{dx^{2}}}={\begin{cases}{\mbox{infinito}}&{\mbox{se }}y=0{\mbox{ e }}x\neq 0\\0&{\mbox{se }}y=0{\mbox{ e }}x=0\\{\frac {3a^{6}(y^{2}-x^{2})}{y^{3}(a^{2}+2x^{2}+2y^{2})^{3}}}&{\mbox{se }}y\neq 0\end{cases}}}

### Comx{\displaystyle x}em função dey{\displaystyle y}
{\displaystyle {\frac {dx}{dy}}={\begin{cases}{\mbox{infinito}}&{\mbox{se }}2x^{2}+2y^{2}=a^{2}\\\pm 1&{\mbox{se }}x=0{\mbox{ e }}y=0\\{\frac {y(a^{2}+2x^{2}+2y^{2})}{x(a^{2}-2x^{2}-2y^{2})}}&{\mbox{caso contrario }}\end{cases}}}
{\displaystyle {\frac {d^{2}x}{dy^{2}}}={\begin{cases}{\mbox{infinito}}&{\mbox{se }}2x^{2}+2y^{2}=a^{2}\\0&{\mbox{se }}x=0{\mbox{ e }}y=0\\{\frac {3a^{6}(x^{2}-y^{2})}{x^{3}(a^{2}-2x^{2}-2y^{2})^{3}}}&{\mbox{caso contrario }}\end{cases}}}

## Curvatura
Quando as duas primeiras derivadas são conhecidas, a curvatura é facilmente calculada:
{\displaystyle \kappa =\pm 3(x^{2}+y^{2})^{1/2}a^{-2}\,}
O sinal a ser escolhido deve ser de acordo com a direção de movimento ao longo da curva. A lemniscata tem a propriedade da qual a magnitude da curvatura em qualquer ponto é proporcional à distância daquele ponto da origem.

## Comprimento de arco como parâmetro e funções elípticas
A determinação do comprimento de arco como parâmetro da lemniscata levou às integrais elípticas, descobertas durante o século XVIII. Por volta de 1800, essa função elíptica era estudada por Carl Friedrich Gauss. Largamente inédito na ocasião, mas foram feitas insinuações a elas nas notas de sua obra "Disquisitiones Arithmeticae".

## Seção

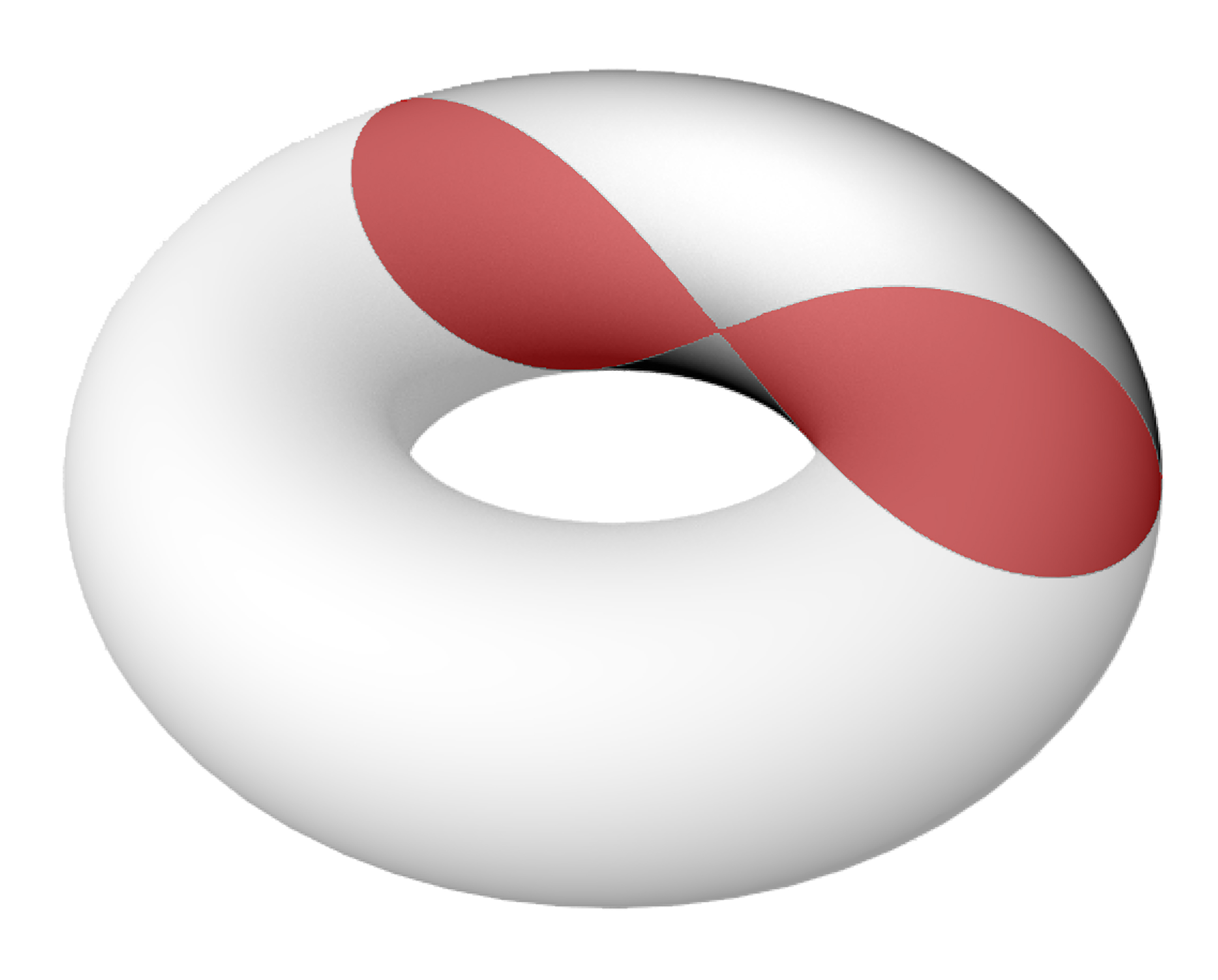
Lemniscata de Bernoulli em um torus secionado.

É possível obter a curva, secionando-se um torus por meio de um plano paralelo ao eixo de revolução. A tangência do perímetro interno origina uma Lemniscata no contorno da seção.